# Emmaste (plaats)
Emmaste (Duits: Emmast) is een plaats in de Estlandse provincie Hiiumaa. De plaats heeft de status van dorp (Estisch: küla).
Emmaste was tot in oktober 2017 de hoofdplaats van de gemeente Emmaste. In 2017 ging Emmaste op in de nieuwgevormde gemeente Hiiumaa.

## Bevolking
Het dorp had 217 inwoners op 31 december 2011 en 206 inwoners op 31 december 2021.

## Ligging
De secundaire wegen Tugimaantee 83 en Tugimaantee 84 beginnen in Emmaste.

## Geschiedenis
Emmaste werd voor het eerst genoemd in 1564 onder de naam Emeste Matt, een boerderij op het landgoed van Suuremõisa. In 1796 werd een landgoed Emmaste afgesplitst van Suuremõisa. Het landgoed behoorde achtereenvolgens toe aan de families von Stenbock, De la Gardie en von Hoyningen-Huene. De laatste eigenaar voor het landgoed in 1919 door het onafhankelijk geworden Estland werd onteigend, was Alexander von Hoyningen-Huene.
Het hoofdgebouw van het landgoed is gebouwd rond 1800. Na 1919 werd het in gebruik genomen als school. Het gebouw had oorspronkelijk maar één woonlaag. In 1960 werd daar een woonlaag bovenop gebouwd, waarmee het oorspronkelijke uiterlijk verloren ging.
In 1867 kreeg Emmaste een kerk, de Immanuelkerk. De kerk verving min of meer de kapel van Sõru, die bouwvallig was geworden. De kerk bezit 25 kunstwerken, waarvan De opstanding van Jezus van de schilder Tõnis Grenzstein het bekendste is.
Emmaste, de nederzetting op het voormalige landgoed, kreeg in 1930 het buurdorp Nõmme erbij en in 1977 de buurdorpen Viiterna, Rannaküla en Tärkma. Rannaküla en Tärkma werden in 1997 weer zelfstandige dorpen.

## Foto's

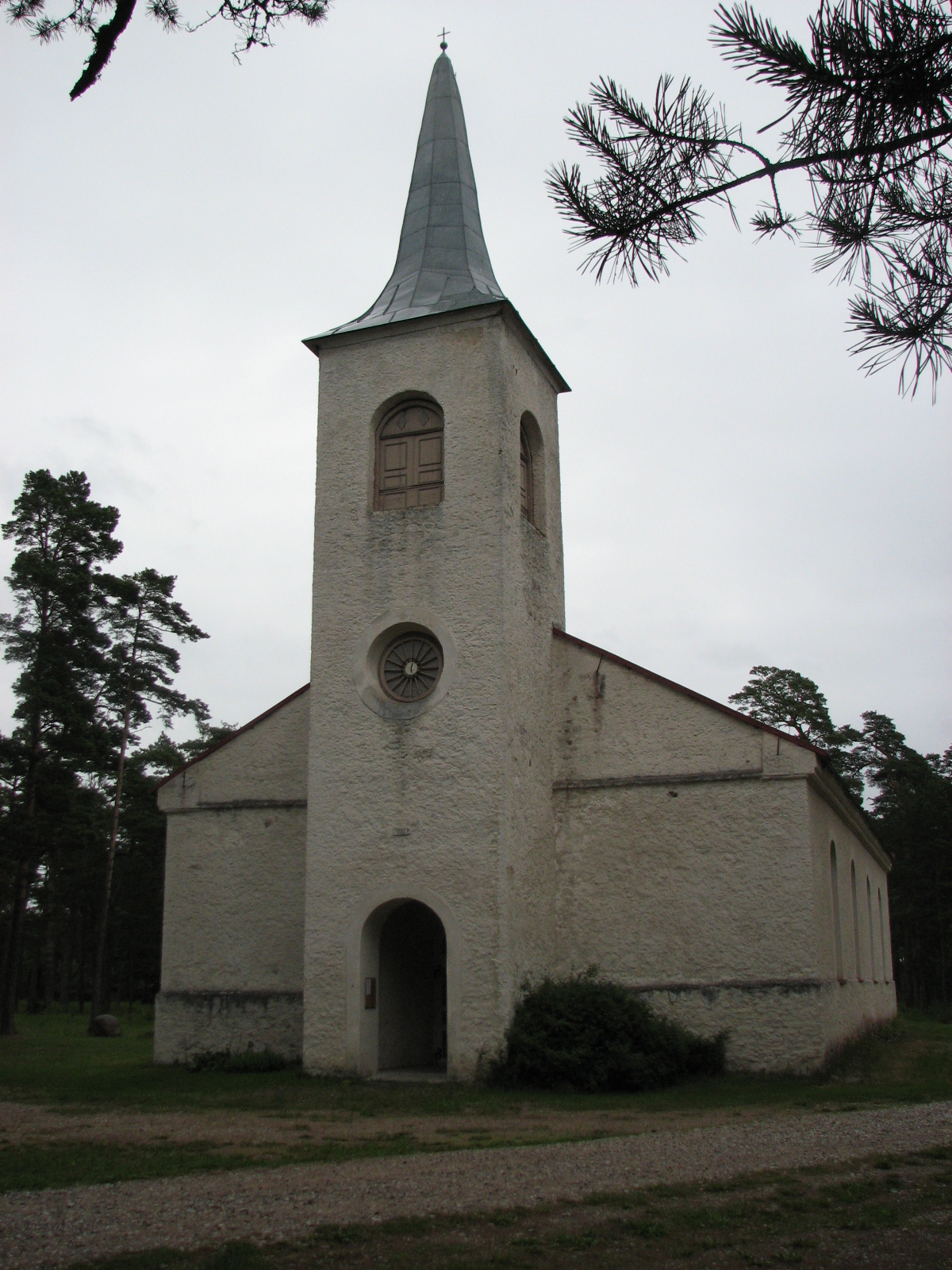
De kerk van Emmaste
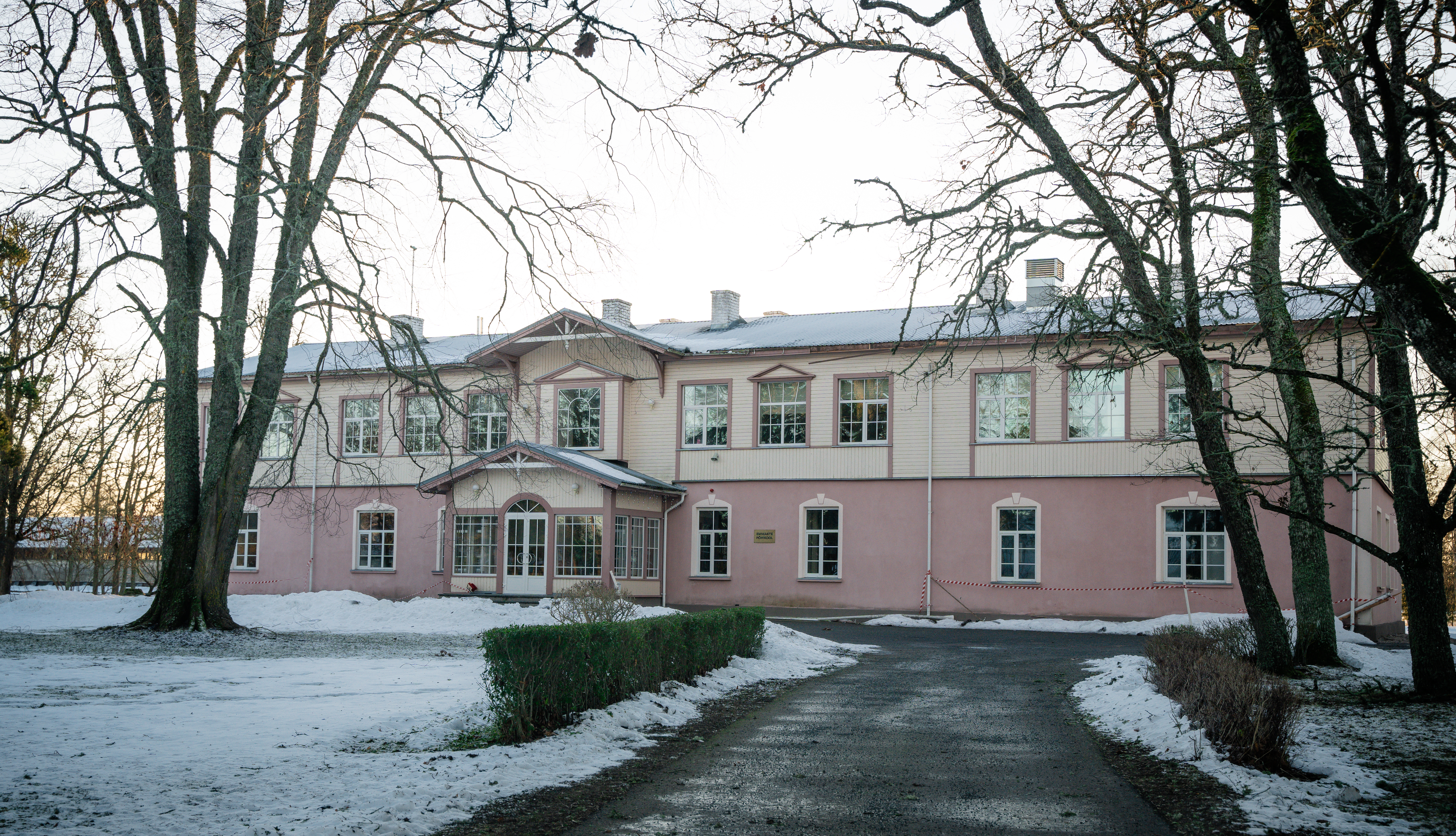
Het voormalige landhuis, nu een basisschool
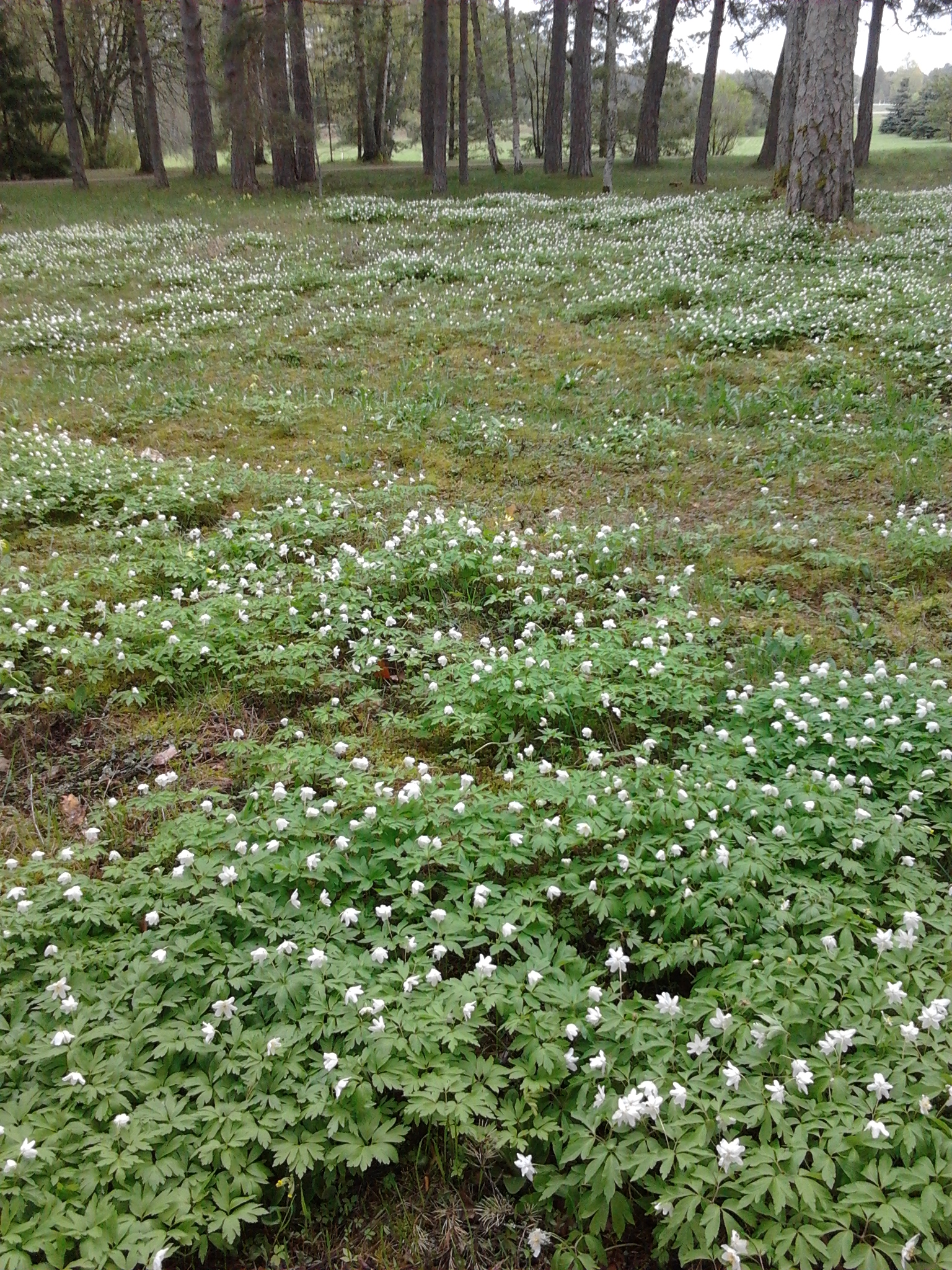
Landschap bij Emmaste